# Baltazar Gomes Figueira

Assinatura de Baltazar Gomes Figueira

Baltazar Gomes Figueira (Óbidos, 1604 – Óbidos, 1674) foi um pintor português.

## Biografia

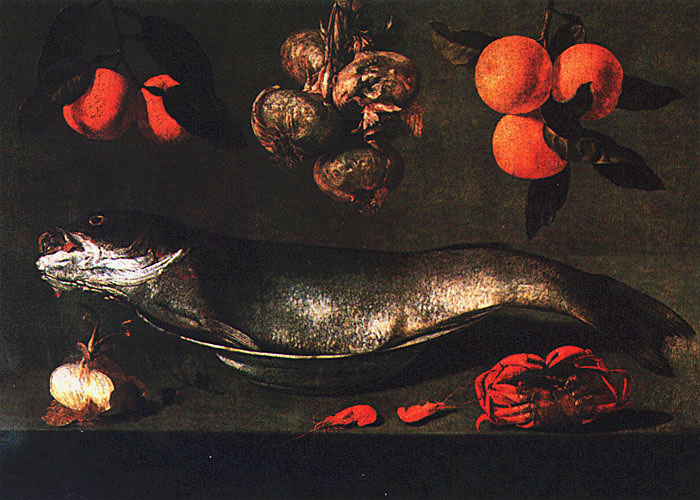
Natureza Morta com Laranjas, Cebolas, Peixe e Caranguejo (1645) no Museu do Louvre.

Baltazar Gomes Figueira foi filho de Paulo Gomes Figueira e de Luísa Lopes, ambos artesãos, e teve uma filha, Josefa Ayala, a muito conhecida pintora Josefa de Óbidos.
A sua educação passou pela cidade de Sevilha, onde seguiu carreira militar e onde casou. Foi lá onde teve contato com outros artistas, desde Herrera el Viejo, Francisco de Zurbarán e Juan del Castillo.
Foi funcionário da Casa de Bragança, na corte de D. João IV e de D. Afonso VI, onde tinha as funções de pintor e avaliador de obras de arte.
No Museu de Évora, existe uma seção de natureza morta do pintor e de sua filha. Na Igreja da Misericórdia de Peniche o seu espólio de arte contém obras de Baltazar e de Josefa.

## Galeria

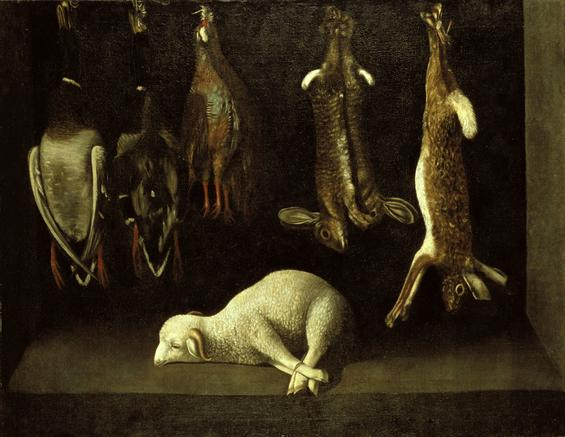
Natureza Morta com Cordeiro e Peças de Caça (1645-55) no Museu de Évora, Portugal.
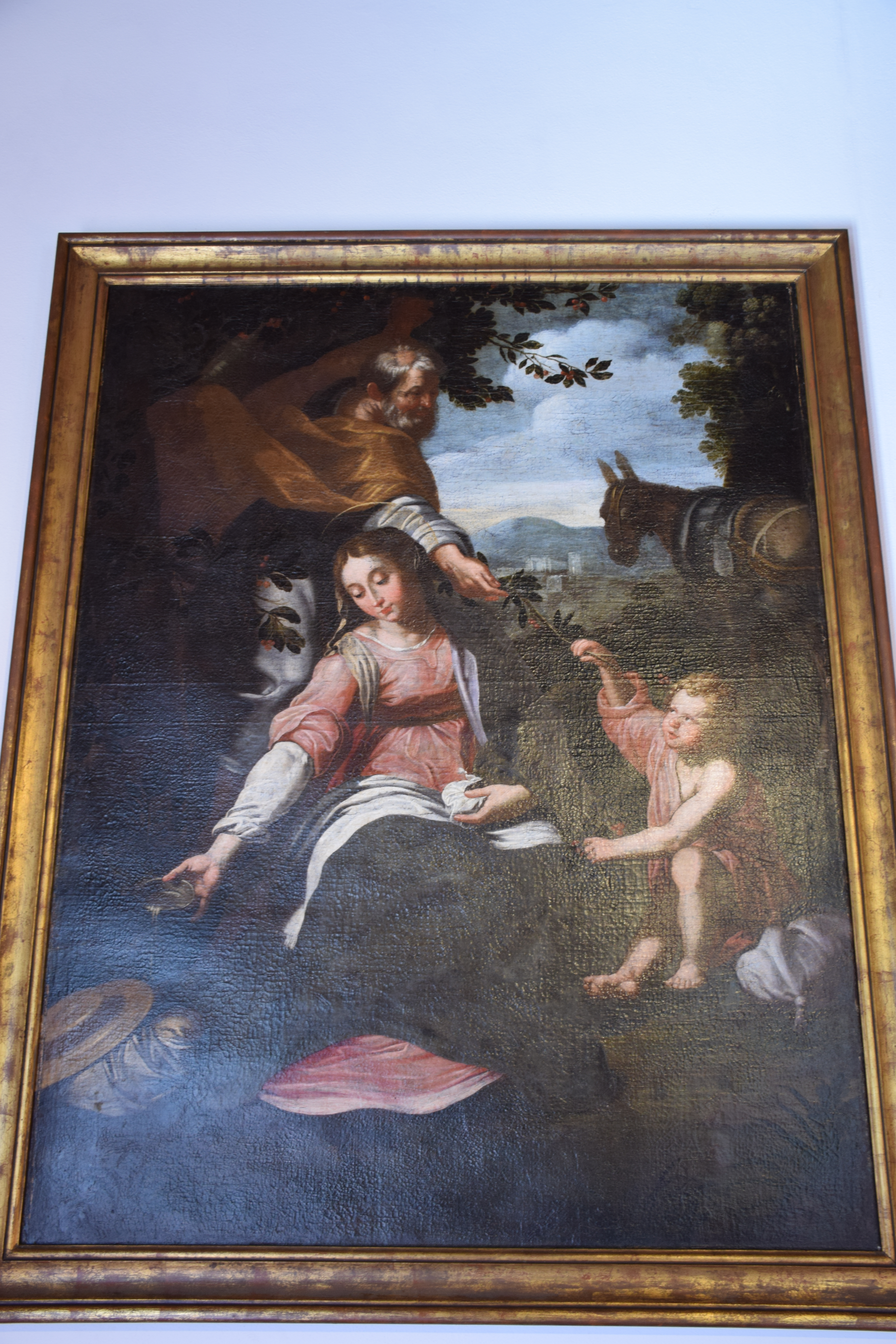
Descanso na Fuga para o Egito (séc. XVII) no Palácio Nacional de Sintra.
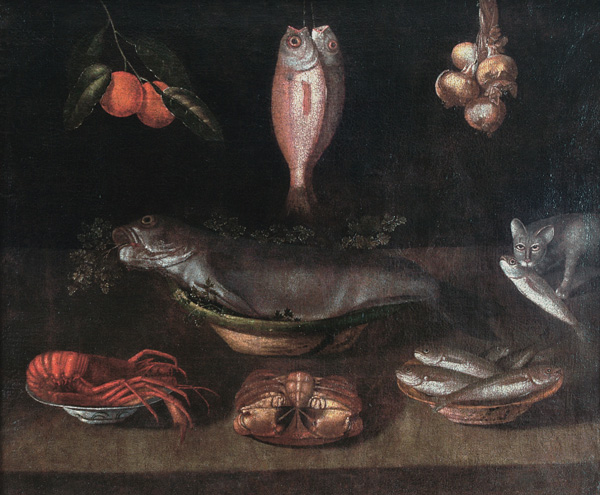
Natureza-morta com peixes, crustáceos, cebolas, laranjas e gato (1635-40)
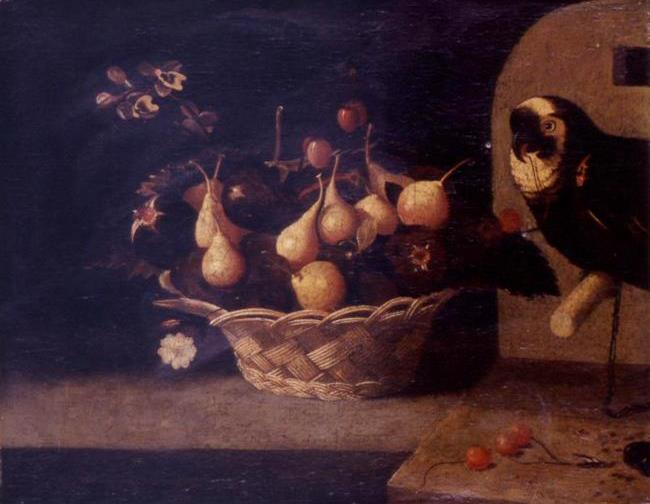
Um cesto de figos, com um papagaio a olhar (séc. XVII)